# Монолітний провулок (Житомир)
Монолітний провулок — провулок в Богунському районі Житомира.

## Розташування
Розташований на Мальованці, на теренах Закам'янки. Бере початок від вулиці Скульптора Олішкевича. Завершується глухим кутом.

## Історія
Провулок виник у 1990-х роках. Отримав назву в 1997 році. Забудова провулка формувалася у 1990 — 2000-х роках. 